# Suimanga d'Amani
El suimanga d'Amani (Hedydipna pallidigaster) és un ocell de la família dels nectarínids (Nectariniidae).

## Hàbitat i distribució
Habita els boscos de les terres baixes al sud-est de Kenya i nord-est de Tanzània.